# Tríptico de Nava y Grimón
El Tríptico de la Natividad de Nava y Grimón es una pintura flamenca fechada en 1546 y atribuida (la tabla central), a Pieter Coecke y las laterales al taller del mismo maestro. Dicho tríptico es la obra de arte más famosa y conocida del Museo Municipal de Bellas Artes de Santa Cruz de Tenerife, sito en la ciudad del mismo nombre en las Islas Canarias (España).

## Características
Se trata de un óleo sobre tabla, de 190 x 190-97 cm. La pintura tiene tres escenas diferentes que reproducen distintos temas alusivos al nacimiento e infancia de Cristo: La composición central representa la Natividad, en el anverso del panel izquierdo la Circuncisión de Jesús y en el derecho la Presentación del Niño en el Templo. En el reverso de ambas, al cerrar las tablas, la Anunciación con la Virgen María y el Arcángel San Gabriel, dentro de un espacio clásico y marmóreo, según el relato del Evangelio de San Lucas.
La obra aúna el canon alargado de las figuras con los elementos arquitectónicos tomados de Vitrubio y el boloñés Sebastiano Serlio, o la rica paleta manierista con fórmulas arcaizantes, evidenciando por un lado la formación de Pieter Coecke con los manieristas de Amberes y por otro la huella de sus estancias en Italia y Turquía, así como el estudio de los tratadistas clásicos.

## Historia
Tomás Grimón y García de Albarracín, fue un maestre de campo vinculado a la Corona española y en contacto personal con Flandes. Tomás trajo a Tenerife dicho tríptico procedente de Bruselas, para el oratorio particular de su casa en San Cristóbal de La Laguna, situada en el lugar que hoy ocupa el Palacio de Nava. Pasa así a formar parte de los bienes de la familia Nava Grimón.
El Tríptico es en realidad un "retablo de pincel" de grandes dimensiones, que a comienzos del siglo XVII fue desmembrado, pasando las tablas laterales a la ermita de la hacienda de San Clemente (en el municipio de Santa Úrsula), propiedad de la misma familia, y quedando la tabla central en el palacio lagunero de Nava.
En 1969 las tablas son retiradas para su restauración y se repartieron en las colecciones privadas de sus coherederos. En 1991 se agrupan provisionalmente en el domicilio de la familia Ascanio Estanga, hasta el momento de su adquisición por la Fundación CEPSA. Hoy se hallan depositadas en el Museo Municipal de Bellas Artes de Santa Cruz de Tenerife y es una de las pinturas flamencas más importantes de Canarias.
En 1998, el Tríptico fue trasladado a Madrid para participar en la exposición: Obras maestras recuperadas. Se trata de una muestra de obras artísticas del Patrimonio Español, que han sido tratadas y restauradas en los últimos años. El Tríptico de Nava y Grimón fue de hecho la pieza central y portada de la exposición. En 2014 se cedió temporalmente al Cabildo de Gran Canaria para la exposición Encuentros: Dámaso y el tríptico de Agaete.